# پژواک (فیلم ۱۹۱۵)
«پژواک» (انگلیسی: The Echo (1915 film)) فیلمی در ژانر رمانتیک به کارگردانی تام ریکتس است که در سال ۱۹۱۵ منتشر شد. از بازیگران آن می‌توان به جک اندرو و شارلوت بارتون اشاره کرد.